# Banco alimentare
Un banco alimentare (food bank in lingua inglese, "banca del cibo") è una organizzazione benefica, tipicamente non a scopo di lucro, che distribuisce generi alimentari a persone bisognose e indigenti mediante il recupero, la raccolta e la redistribuzione delle eccedenze e dello scarto generati lungo tutta la filiera alimentare, contribuendo alla riduzione dello spreco.

## Storia

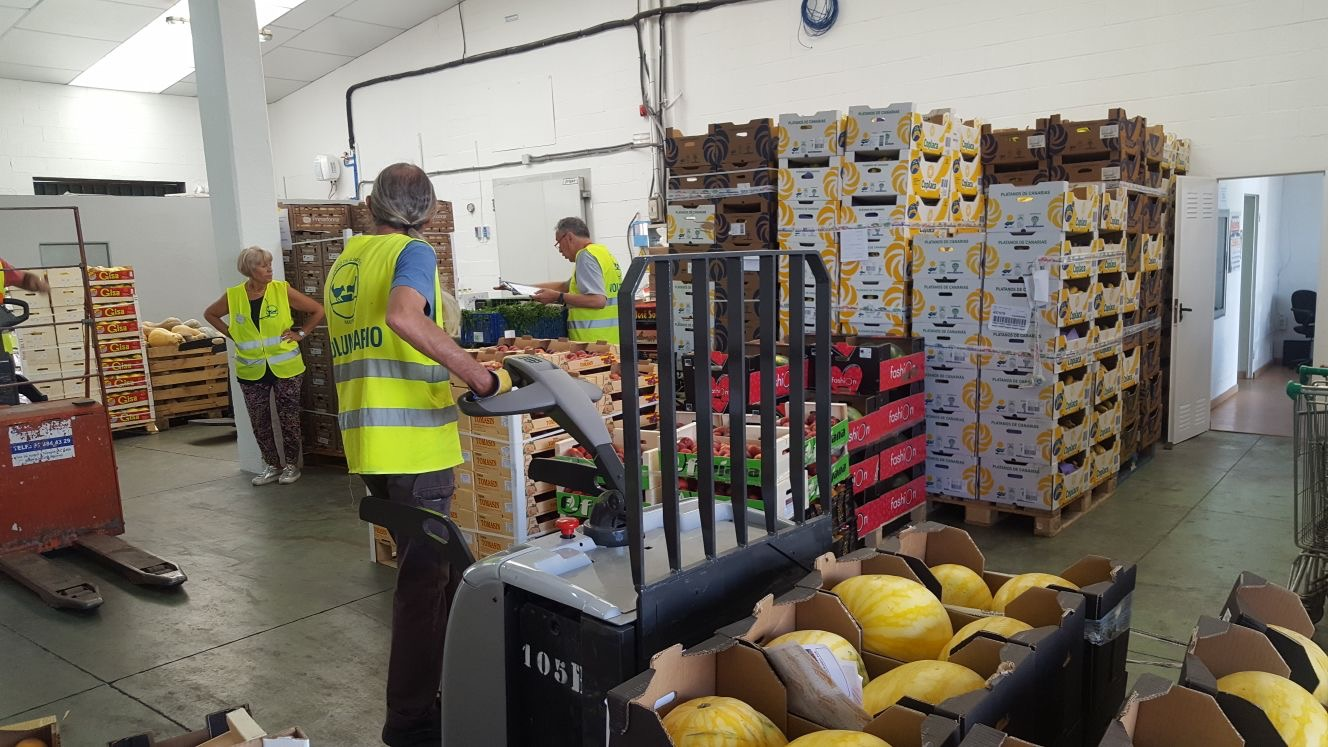
Volontari al lavoro nel magazzino di un banco alimentare in Spagna.

Le food bank si diffusero inizialmente negli Stati Uniti negli anni sessanta del XX secolo. La prima fu la St Mary's Food Bank a Phoenix in Arizona, fondata nel 1967 dal filantropo John Van Hengel che iniziò a distribuire ai bisognosi il cibo non venduto dai negozi e nei ristoranti della città altrimenti destinato alla distruzione.
In Europa le principali food bank sono riunite nella FEBA (European Food Banks Federation) alla quale aderiscono 24 organizzazioni nazionali. A livello internazionale le organizzazioni di 30 paesi sono rappresentate all'interno della rete The Global FoodBanking Network. In Italia opera dal 1989 la Fondazione Banco Alimentare ONLUS.

## Caratteristiche
Un banco alimentare si configura per definizione come un magazzino centralizzato che funge da camera di compensazione, registrata come organizzazione senza scopo di lucro, al fine di raccogliere, conservare e distribuire alimenti in eccesso, donati o condivisi, gratuitamente, alle strutture caritatevoli di prima linea che forniscono cibo e pasti supplementari agli affamati.

Economia circolare.

Tra le principali caratteristiche del sistema delle banche del cibo c'è l'adozione di un modello di economia circolare. Prodotti che per ragioni prevalentemente di mercato non possono più essere commercializzati dalle aziende e dalla grande distribuzione organizzata, e hanno così perso il loro valore economico, invece di essere avviati a discarica vengono reimmessi nella filiera riacquistando valore. Poiché i banchi alimentari sono di norma organizzazioni senza scopo di lucro e essendo la loro attività svolta prevalentemente da volontari, il recupero e la redistribuzione gratuita dei generi alimentari si connota come un modello di economia sociale.
Il riutilizzo del cibo invenduto determina i seguenti vantaggi sociali e economici:
- riduzione della povertà alimentare;
- riduzione della disuguaglianza garantendo potere di acquisto a fasce della società che ne sono sprovviste;
- liberazione di risorse, pubbliche e private, per le politiche sociali destinabili ad altre attività;
- riduzione dei costi di smaltimento;
- benefici ambientali con la riduzione di materiale disperso nell'ambiente.